# NGC 4993
NGC 4993 este o galaxie eliptică situată în constelația Hidra. A fost descoperită în 26 martie 1789 de către William Herschel. Se află la o distanță de 39,57 de megaparseci de Pământ.